# Fiel Macabra
O Grêmio Recreativo Esportivo Cultural e Social Torcida e Escola de Samba Fiel Macabra (G. R. E. C. S. Torcida Fiel Macabra) é a maior torcida organizada do Sport Club Corinthians Paulista do interior do Estado de São Paulo; e também é uma escola de samba .  
Fundada em 1993, a sede está localizada no bairro Vila Ipiranga na cidade de Bauru e conta com outras seis sub-sedes em cidades do interior: Marília, Avaré, Pederneiras, Itapevi, Mogi das Cruzes, Brotas e Rio de Janeiro. Atualmente a torcida tem cerca de 2.300 associados. 

## História
A Fiel Macabra foi fundada oficialmente em 10 de abril de 1993 na cidade de Bauru, por três torcedores Carlos Cesar Russo, Denílson Chamorro e Anderson. Eles se encontraram por acaso em um jogo do Corinthians no interior de São Paulo e conversaram sobre as dificuldades de viajar para os jogos em locais distantes. Então tiveram a ideia de fundar uma torcida organizada do time de futebol paulistano. 
No início da fundação, as reuniões da torcida eram realizadas em uma tradicional lanchonete, famosa pelo popular sanduíche de Bauru, chamada Skinão. O dono, conhecido como Marquinho, também era corintiano e se tornou amigo dos fundadores. 
Em 1996, a organizada ganhou sede própria. Após três anos da sua fundação, a Torcida Fiel Macabra conseguiu um barracão para realizar suas reuniões, comemorações, eventos e organizações de caravanas para ir aos jogos.
Atualmente a torcida organizada também conta com o Departamento Social que realiza uma série de ações sociais como Campanha de Doação de sangue, Festa Julina Beneficente, Campanha do Agasalho e Festa do Dia das Crianças. 
Em 2013, surgiu o projeto Escolinha da Bateria  com aulas de música para crianças do bairro onde está localizada a sede e para filhos dos associados.

## Carnaval
Desde 2009, a Fiel Macabra participa do Carnaval na cidade de Bauru, tendo uma ala na Escola de Samba Acadêmicos da Cartola. 
Em 2013, na cidade de Brotas, a Escola de Samba Torcida Fiel Macabra Sub Sede Brotas desfilou pela primeira vez no carnaval da cidade do interior . O tema do samba-enredo destacou a atuação das torcidas organizadas nos estádios sob as cores preto e branco. 